# Região Geográfica Intermediária de Corrente-Bom Jesus
A Região Geográfica Intermediária de Corrente-Bom Jesus é uma das seis regiões intermediárias do estado brasileiro do Piauí e uma das 134 regiões intermediárias do Brasil, criadas pelo Instituto Brasileiro de Geografia e Estatística (IBGE) em 2017. É composta por 22 municípios, distribuídos em duas regiões geográficas imediatas.
Sua população total estimada pelo Instituto Brasileiro de Geografia e Estatística (IBGE) para 1º de julho de 2018 é de 191 858 habitantes, distribuídos em uma área total de 51 178,556 km².
Corrente é o município mais populoso da região intermediária, com 26 575 habitantes, de acordo com estimativas de 2018 do Instituto Brasileiro de Geografia e Estatística (IBGE).

## Regiões geográficas imediatas
| Região geográfica imediata              | Municípios | População Estimativa 2018 | Área (km²) |
| --------------------------------------- | --- | ------------------------- | ---------- |
| Região Geográfica Imediata de Corrente  | Avelino Lopes Barreiras do Piauí Corrente Cristalândia do Piauí Curimatá Gilbués Júlio Borges Monte Alegre do Piauí Morro Cabeça no Tempo Parnaguá Riacho Frio Santa Filomena São Gonçalo do Gurgueia Sebastião Barros | 120 070                   | 32 465,472 |
| Região Geográfica Imediata de Bom Jesus | Alvorada do Gurgueia Bom Jesus Colônia do Gurgueia Cristino Castro Currais Palmeira do Piauí Redenção do Gurgueia Santa Luz                                                                                            | 71 788                    | 18 713,084 |
| Total                                   | 22 | 191 858                   | 51 178,556 |